# Hendrik XX Reuß oudere linie
Heinrich XX. Reuss (Offenbach, 29 juni 1794 - Greiz, 8 november 1859) was Prins Reuss zu Greiz, graaf en heer van Plauen, heer van Greiz, Kranichfeld, Gera, Schleiz en Lobenstein.

## Leven
Heinrich XX. was een zoon van Prins Heinrich XIII. Reuss zu Greiz en zijn vrouw prinses Luise (1765–1837), dochter van prins Karl Christian von Nassau-Weilburg. In 1814 nam hij deel aan de oorlog tegen Frankrijk als adjudant van de luitenant-veldmaarschalk landgraaf Philipp von Hessen-Homburg en volgde zijn broer Heinrich XIX., zoals Prince Reuss zu Greiz in 1836.

### Proclamatie van de overname van de regering door Prins Heinrich XX
Heinrich hield vast aan het absolutistische regeringssysteem; hoewel hij het land in 1848 vrijwillig een grondwet gaf, werd deze nooit geïmplementeerd. Als Oostenrijkse officier was de prins de enige Thüringer regent naast Sachsen-Meiningen aan de kant van Oostenrijk over de Duitse kwestie. Omdat hij bij zijn dood een minderjarige erfprins achterliet, nam zijn vrouw de heerschappij van het land over.

## Nakomelingen
Hij trouwde op 25 november 1834 op kasteel Haid met prinses Sophia Maria Theresa van Löwenstein-Wertheim-Rosenberg (18 september 1809 - 21 juli 1838), dochter van prins Karl Thomas met Loewenstein-Wertheim Rosenberg ( 1783-1849) en gravin Sophie Ludovica Wilhelmina zu Windisch-Graetz (1784-1848). Het huwelijk bleef kinderloos.
Op 1 oktober 1839 trouwde hij in Homburg met Caroline (1819-1872), dochter van landgraaf Gustaaf van Hessen-Homburg (1781-1848) en prinses Louise Friederike van Anhalt-Dessau (1798-1858), met wie hij de volgende kinderen kreeg:
- Hermine (1840-1890) ∞ (1862) Prins Hugo van Schönburg-Waldenburg (1822-1897)
- Hendrik XXI. (* / † 1844)
- Hendrik XXII. (1846-1902), Prins Reuss zu Greiz ∞ (1872) Prinses Ida zu Schaumburg-Lippe (1852-1891)
- Hendrik XXIII. (1848-1861)
- Marie (1855-1909) ∞ (1875) Erfelijke graaf Frederik van Ysenburg en Büdingen-Meerholz (1847-1889)

Heinrich had een onwettige zoon met Isabella Freifrau von Dachenhausen (née Acton):
- Heinrich (1822-1892), adellijke en baronklasse als: von Rothenthal (7 januari 1857 in Greiz) Reuss a.L. ∞ (1857) Bertha Thury de Tamásfalva (1831-1914)

en een onwettige dochter met Emilie Fritsch vóór zijn huwelijk:
- Isabella Waldhaus (1824 / 1825-1898 in Wilhelmshaven ) ∞ Wilhelm Henning